# Hof van Delftbrug
De Hof van Delftbrug (ook wel Hof van Delftsebrug) is een gemetselde boogbrug in het centrum van de Nederlandse stad Delft, provincie Zuid-Holland. De brug is een rijksmonument en is gebouwd in de 18e eeuw.

## Naamgeving
De gemetselde boogbrug is genoemd naar de vierschaar van de Hof van Delft, die daar tot in de zeventiende eeuw elke tweede zondag recht sprak. Deze gewoonte eindigde toen de kerkenraad bezwaar maakte tegen deze ontheiliging van de zondag. In plaats daarvan werd deze brug de plaats waar de 'kwakzalvers' hun waren mochten slijten, nadat zij van hun vroegere standplaats, de Kaakbrug waren weggestuurd.
Aan de zuidoostzijde van de brug leidt een stenen trapje naar het water, wat de 'Mosseltrap' genoemd wordt. Deze is zo genoemd naar de Scheveningse mosselen die er per schip tot in de negentiende eeuw werden aangevoerd.
De brug, die blijkens de sluitstenen in 1845 is vernieuwd, is in 1991 opnieuw opgebouwd.

## Galerij

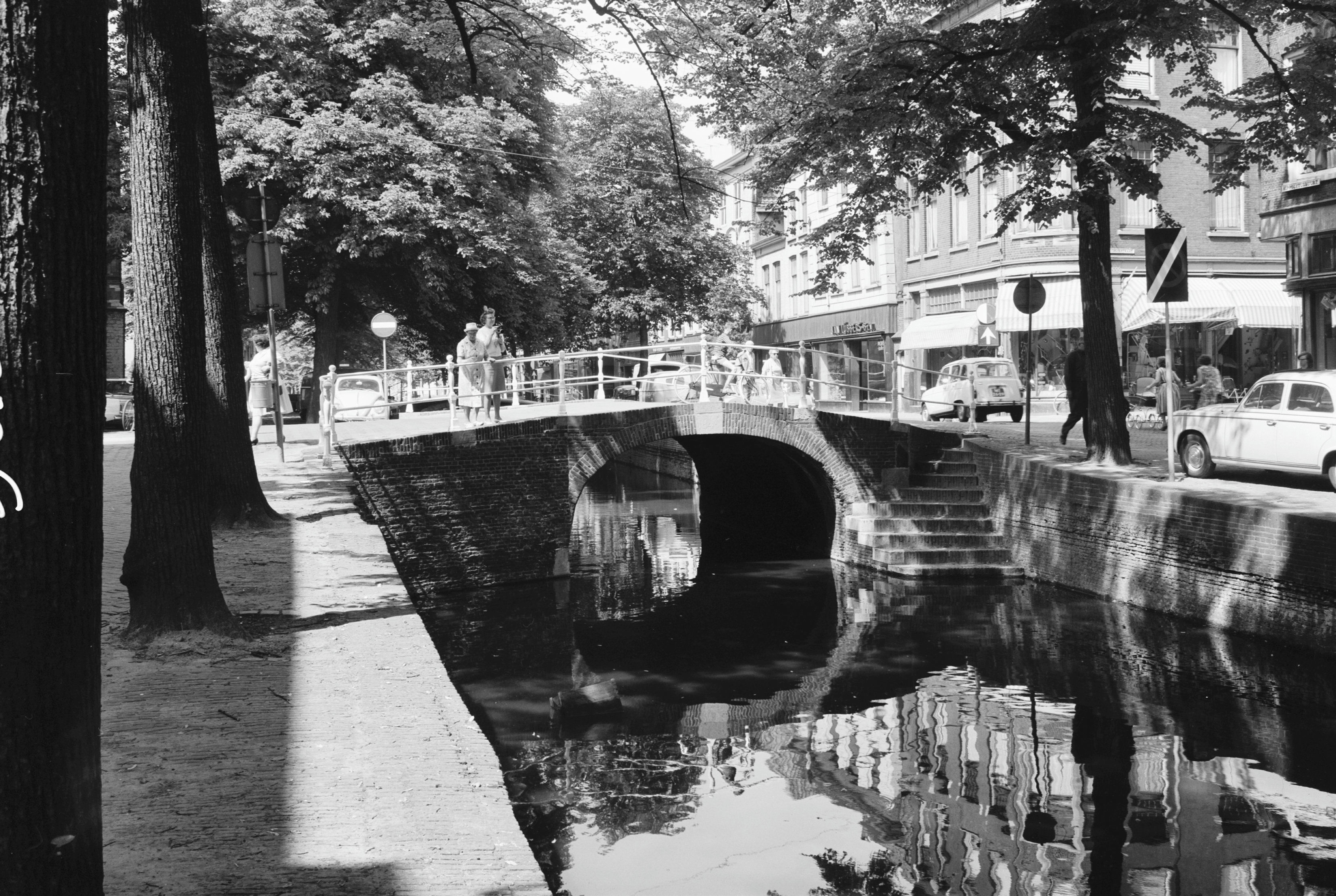
Hof van Delftbrug bij Choorstraat in 1964